# Bistum Singida
Das Bistum Singida (lat.: Dioecesis Singidaensis) ist eine in Tansania gelegene römisch-katholische Diözese mit Sitz in Singida.

## Geschichte
Das Bistum Singida wurde am 25. März 1972 durch Papst Paul VI. mit der Apostolischen Konstitution In primaeva Ecclesiae aus Gebietsabtretungen der Bistümer Dodoma, Mbeya und Mbulu sowie des Erzbistums Tabora errichtet und dem Erzbistum Tabora als Suffraganbistum unterstellt.
Am 6. November 2014 wurde das Bistum Singida dem Erzbistum Dodoma als Suffraganbistum unterstellt.

## Bischöfe von Singida
- Bernard Mabula, 1972–1999
- Desiderius Rwoma, 1999–2013, dann Bischof von Bukoba
- Edward Mapunda, seit 2015